# Bitwa przy moście pod Al-Hira
Bitwa przy moście pod Al Hira – starcie zbrojne, które miało miejsce w roku 634 w trakcie walk arabsko-perskich.
W roku 633 doszło do ofensywy armii arabskiej dowodzonej przez Abu Ubajdę oraz Musannę na ziemiach Mezopotamii zajętej przez Sasanidów. Wielki król perski Jezdegerd III nakazał wówczas działania obronne wysyłając przeciwko Arabom armię pod wodzą Rostama Farrokhzāda. Ten wydzielił siły dowodzone przez generała Bahmana Jaduyę, który miał zmierzyć się z przeciwnikiem. 
Jesienią roku 634 doszło do tzw. bitwy przy moście. Obie armie ustawiły się po przeciwnych stronach rzeki lub kanału w pobliżu mostu znajdującego się w rejonie miasta Al-Hira. Persowie do ataku wysłali słonie bojowe, które wywołały zamieszanie wśród jazdy arabskiej, płosząc konie. Następnie łucznicy perscy dokonali prawdziwej masakry wśród uciekającego przeciwnika. W tej sytuacji większość Arabów, zmuszona została do zejścia z koni i walki wręcz. W chwili gdy Abu Ubajd poniósł śmierć, stratowany przez słonia, bitwa dla Arabów była przegrana. Wielu z nich szukając ucieczki przez rzekę utonęło, inni zginęli od miecza perskiego. Części Arabów udało się uciec, wśród nich rannemu Musannie, który rok później stoczy zwycięską bitwę pod Buwaib. 
Bitwa na moście pod Al-Hirą była jedyną ciężką porażką Arabów w trakcie ekspansji islamskiej na ziemiach perskich. Porażka zmusiła muzułmanów do większego wysiłku militarnego, co skutkowało zwycięstwem w decydującej bitwie pod al-Kadisijją, po której szala zwycięstwa przechyliła się na stronę muzułmańską. 